# Vid Rižner
Vid Rižner (németül Veit Rischner, álnevén Herr Dalemisel) (Gorischnitz, 1793. március 6. – Graz, 1861. április 8.) szlovén író, pap, ferences rendi szerzetes.

## Élete és munkássága
Pettau (ma Ptuj, Szlovénia) környékén született, a mai Gorišnicában, közel a horvát határhoz. Teológiát és filozófiát tanult Grazban. Felső-Stájerországban volt káplán, adminisztrátor és igazgatója a süketnémák intézetének Grazban. 1854-ben a grazi papnevelde részére 2000 aranyforintot hagyományozott.
Peter Dajnko nyelvi elképzeléseinek támogatója volt, aki részben pettaui nyelvjárás alapján alakított ki irodalmi nyelvet és egy saját helyesírást is kifejlesztett. Misés és imádságos könyvet is írt. Egyik paptársával, Koloman Kvasszal közösen lefordította a négy evangéliumot stájer-szlovén nyelvre (s Dajnko is hasonlóan törekedett a Biblia lefordítására), de mivel nem írt hozzá szükséges előszavakat és megjegyzéseket, ezért az egyháztól nem kapott engedélyt a megjelentetésére. A szlovén helyesírási viszályban éppúgy kivette a részét, s bár Dajnko mellett foglalt állást, rajta kívül nem sok támogató akadt, ezért nem lehetett megakadályozni, hogy Dajnko helyesírását be ne tiltsák.

## Művei
- Netruden hvalitel Jezusa skoz celi den (Jézus fáradhatatlan magasztalója egész napon át), 1828
- Nabirki za mlade kristjane (Gyűjtemények az ifjú keresztényeknek), 1828
- Katolȣka meȣna knixica z' molitvami (Katolikus misekönyv imádságokkal), 1838

## Külső hivatkozás
- Rižner, Vid (1793-1861) – Slovenski biografski leksikon